# David Nordbeck
David Fredrik Nordbeck, född 25 maj 1978 i Stockholm, är en svensk fotbollsspelare. 

## Karriär
Nordbeck inledde sin karriär i Järva SK  1984–1989 och har efter det spelat i klubbar såsom IF Brommapojkarna 1990–1997, FC Café Opera 1998–2004 och Assyriska FF 2005.
I november 2005 värvades Nordbeck av IFK Norrköping, där han skrev på ett treårskontrakt. I juli 2008 lånades Nordbeck ut till division 1-klubben Syrianska FC på ett låneavtal över resten av säsongen. Inför säsongen 2009 blev han klar för spel i Väsby United.
Nordbeck har därefter spelat för Rosersbergs IK i Division 5 och Division 6.